# Cheikh Sadek El Béjaoui
Pour les articles homonymes, voir Béjaoui.
Cheikh Sadek El Béjaoui (en kabyle : Ccix Sadeq Abǧawi ; en tifinagh : ⵛⵛⵉⵅ ⵚⴰⴷⴻⵇ ⴰⴱⴵⴰⵡⵉ ; en arabe : الشيخ الصادق البجاوي), de son vrai nom Sadek Bouyahia, né le 7 décembre 1907 à Béjaïa (Petite Kabylie) et mort le 7 janvier 1995 à Béjaïa, est un chanteur et compositeur algérien, qualifié de « maître incontesté de la chanson andalouse »,.

## Biographie
Sadek El Béjaoui est issu d'une modeste famille béjaouie originaire de la région d'Ain El Hammam, a Tizi Ouzou et qui a résidé au vieux quartier Bab El Louz, il s'intéresse, dès son jeune âge à la musique, le chant et la poésie. En 1933, il quitte Béjaïa pour Alger dans le but de faire la connaissance avec d'autres maîtres. 
En 1934, il voyage à Tlemcen où il fait la rencontre du cheikh Larbi Bensari et il acquit un répertoire musical hawzi plus dense. Il revient à sa ville natale avec la maîtrise de la nouba dans sa structure complète, il crée, après la dissolution de son association culturelle par l'administration coloniale française, un cercle musical dans son café. Après l'indépendance, il réanimera le conservatoire de musique. Sous son impulsion, l'École de Béjaïa s'est imposée au côté de celles d'Alger, Tlemcen et Constantine.

## Travaux
Le répertoire de Cheikh Sadek El Bejaoui est riche et varié, il a exercé dans différents styles musicaux : le classique andalou, le hawzi, la musique citadine aroubi, la poésie religieuse, la musique kabyle ainsi que l´écriture théâtrale.
Il laisse un patrimoine de 260 œuvres, peu avant sa mort, il avait remis aux représentants de l'Onda (Office national des droits d'auteurs et droits voisins) un répertoire de qassidate classées patrimoine public. Le ministère de la Culture algérien a réalisé un coffret qui réunit son répertoire.

### Ses compositions
Dans le Djed : Ya Smaâ Leklam, Sellou Aâla Ennabi Sid Lessiyed, Medh Sidi Essoufi, Medh Sidi M’hemed Mokrane...
Dans le Hezl : El Hawa Ouel Houb, Win Ahli Win, Ya Qed El Mesrar, Mehla Del Aâchiya...
Autres : Wahrane, Ana Dziri, Ksentina Tewsel Ya Hmem, Hada El Aâm, Ya Qelbi Esmaâ, Ya Elli T’hab Temlek, Belyazit, Ah Ya Khti, Tlemcen Ya El Bahia (Dialogue entre les deux cités séculaires Tlemcen et Bédjaia...)
Il compose aussi un poème d’éloge funèbre (Rethwa ou Ritha) dédié à son ami Cheikh Omar Bekhchi qu’il a connu dans les années 1930 au domicile de Cheikh Hadj Larbi Ben Sari, à Tlemcen.

## Décès
Son décès survient en 1995 et il sera inhumé au cimetière de Béjaïa (Djebana Sidi M'Hamed Amokrane).